# Juturna
Juturna va ser una nimfa llatina, filla del rei Daune, que s'havia instal·lat al sud d'Itàlia.

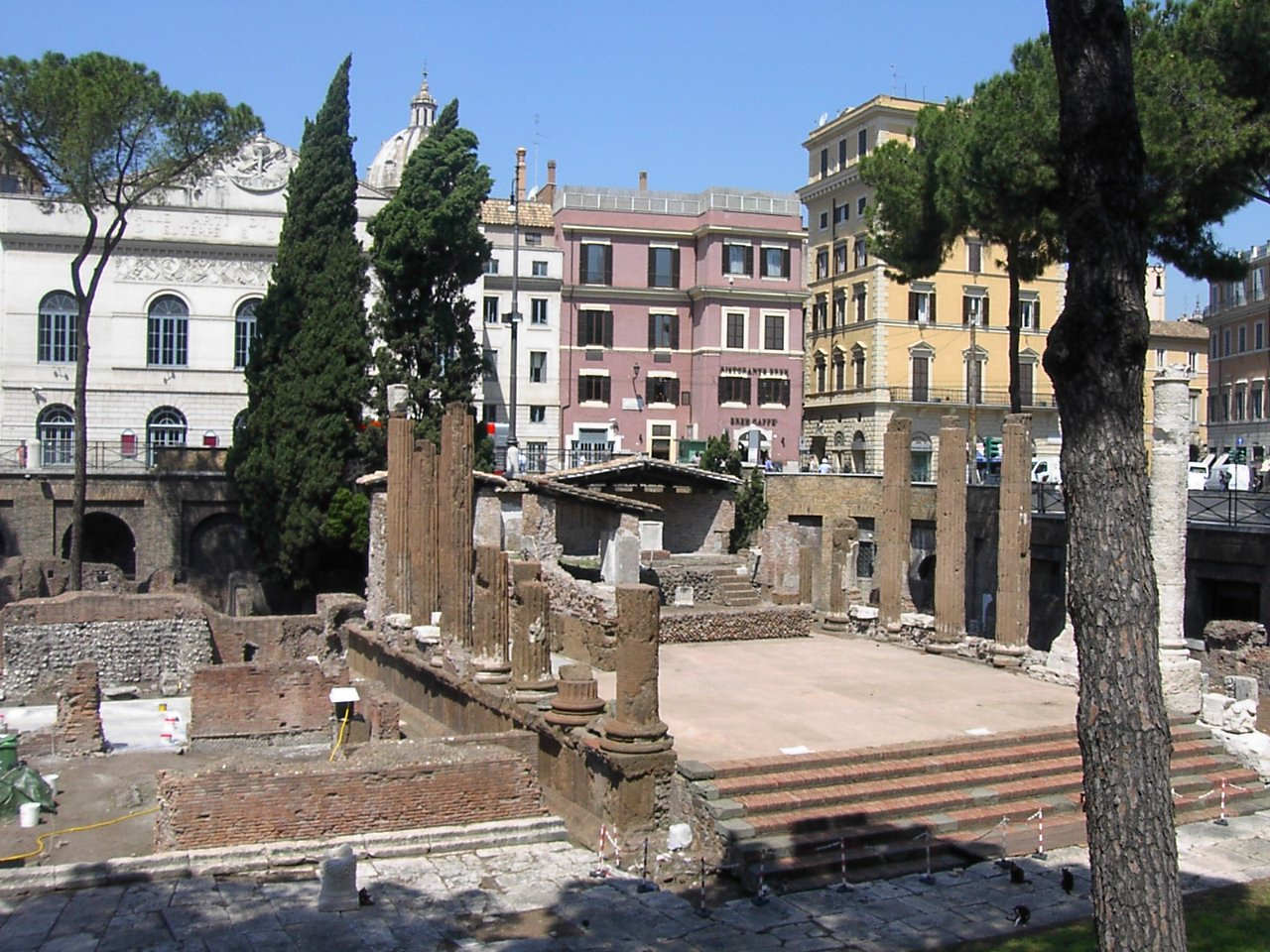
Temple de Juturna a la plaça Largo di Torre Argentina, a Roma.

## Llegendes
El nom podria derivar de Diuturna («l'eterna»). Júpiter la va requerir, però ella se'n va escapar submergint-se en les aigües d'una font o, segons altres versions, aquest déu en agraïment li va concedir la immortalitat i el control sobre les aigües de les fonts. Aquesta infidelitat de Júpiter va ser revelada a l'esposa del déu per una altra nimfa anomenada Lara o Larunda, que va ser durament castigada per la seva indiscreció.
Virgili, a l'Eneida la fa filla de Venília, antiga divinitat de les aigües dolces, pàredra equiparada de vegades amb el déu Neptú i en altres amb Janus. També en aquesta història es diu que és germana de Turnus, el rei dels rútuls.
La llegenda narra que, Juturna va adoptar la forma de Metiscus, el cotxer de Turnus i llavors li va donar l'espasa forjada per Vulcà que havia perdut. Però Júpiter no volia que ajudés al seu germà i va enviar una de les fúries per obligar-la a deixar Turnus en mans del seu propi destí.

## Llocs de culte

### El temple de Juturna
A la ciutat de Roma li van erigir un temple l'any 241 aC per ordre de Gai Lutaci Catul en compliment d'una promesa feta durant la batalla d'Egusa durant la Primera Guerra Púnica. Van triar, per erigir-lo, el Camp de Mart. En queden algunes traces a la plaça Largo di Torre Argentina.

### La font de Juturna

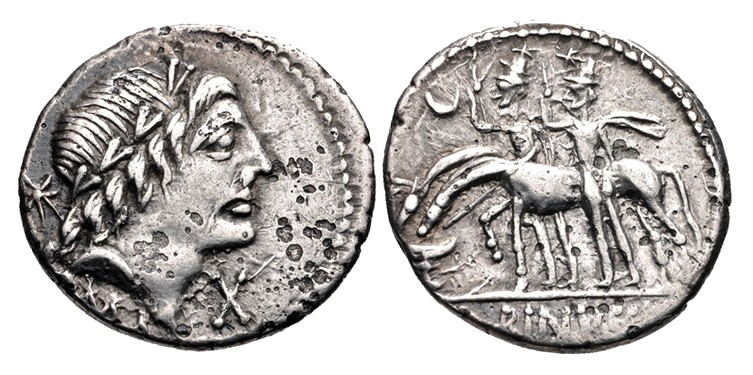
Denari del 96 aC, encunyat per un membre de la gens Postúmia. Al revers hi ha la imatge dels Dioscurs abeurant els seus cavalls a la font de Juturna.

A la zona del fòrum màxim hi havia la font de Juturna (en llatí : lacus Iuturnae), entre el temple de Vesta i el dels Dioscurs.

#### Història de la font
Des de bell antuvi es deia que les aigües que hi rajaven eren protegides per Juturna i, per tant, tenien poders curatius. Els qui volien ser guarits solien portar ofrenes que decoraven la deu.
Segons la llegenda l'any 495 aC, en tornar de la batalla del llac Regillus diverses persones van afirmar que havien vist els germans Càstor i Pòl·lux abeurant els seus cavalls en aquesta font sagrada.
Segons una altra llegenda la mateixa Juturna es va personificar després de la victòria a la batalla de Pidna l'any 168 aC. Per aquest motiu el censor Luci Emili Paulus Macedònic va ordenar alguns treballs arquitectònics per embellir la font i va inaugurar l'obra Amb el temps es van fer necessàries unes altres obres de reconstrucció, que va encomanar Luci Cecili Metel Dalmàtic l'any 117 aC.
Un incendi de l'any 17 va fer malbé l'estructura, però es van fer reparacions per ordre de l'emperador Tiberi. Durant l'imperi, es va assecar la font que normalment feien servir les Vestals per les seves cerimònies religioses i llavors van utilitzar aigua de la font de Juturna.
Al segle iv aquesta font es va modificar per donar pas a la construcció de la statio aquarum. Durant l'edat mitjana es va dedicar als màrtirs cristians de Sebaste i encara hi feien cap molts pelegrins que cercaven les propietats sanadores d'aquesta aigua.

#### Descripció de la font

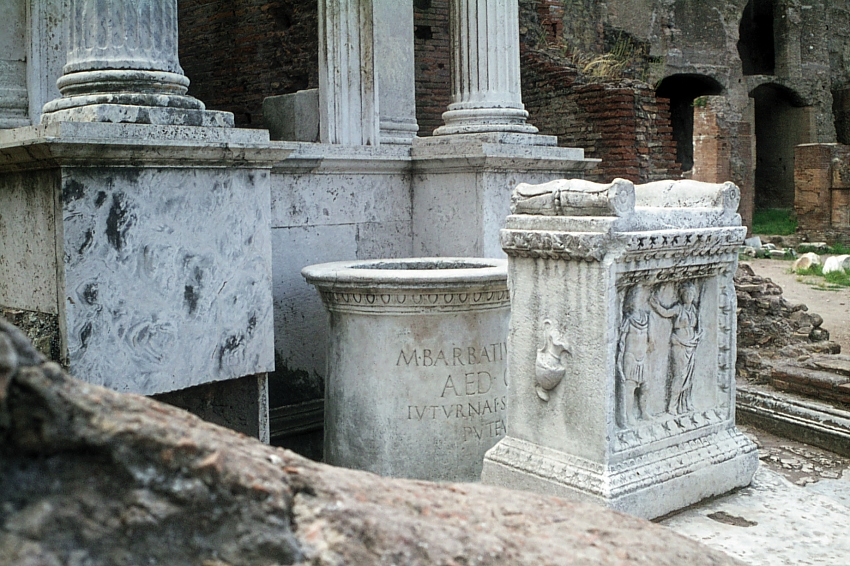
Altar de la font de Juturna

La font era una estructura quadrada que tancava un estany de 5,13 metres de llarg, 5,04 metres d'ample i 2,12 metres de profunditat, pavimentada al voltant amb lloses de marbre. Al centre de la llacuna es trobava un altar rectangular d'1,78 metres d'altura, la base d'uns 3 metres de llarg per 2 metres d'ample. Sobre aquesta base hi havia una estàtua de marbre que representava els Dioscurs amb els seus cavalls. Als costats de l'altar es trobaven les imatges de Júpiter i Leda, que es van afegir en temps d'Hadrià.
A uns 4 metres al sud de la conca es trobava un santuari (edicle), un petit espai que tenia al seu interior una estàtua de Juturna amb un petit pòrtic de dues columnes. Al frontal hi havia un relleu representant Juturna i el seu germà Turnus. Entre tos dos es va construir un pou circular amb una inscripció assenyalant que el santuari va ser restaurat per Barbatius Pollio, edil curul de la segona meitat del segle i aC. L'aigua d'aquest pou procedia del riu Numicius i s'havia portat fins a la ciutat sota la protecció de Juturna.